# Olga Neuwirth
Olga Neuwirth (* 4. August 1968 in Graz) ist eine österreichische Komponistin, Visual Artist und Autorin. Sie errang Bekanntheit vor allem durch ihre Opern und Musiktheaterwerke, die häufig ebenso aktuelle wie dezidiert politische Themen der Identität, Gewalt und Intoleranz behandeln.

## Leben und Werk
Olga Neuwirth ist die Tochter der Griseldis Neuwirth und des Pianisten Harry Neuwirth. Sie ist die Nichte von Gösta Neuwirth und Schwester der Bildhauerin Flora Neuwirth. Ihre ursprünglichen Pläne, Trompete zu studieren, musste sie nach einem Unfall mit Kieferverletzung aufgeben. Bereits als Gymnasiastin nahm Neuwirth an Kompositionsworkshops mit Hans Werner Henze und Gerd Kühr teil. Im Alter von sechzehn Jahren begegnete sie der Schriftstellerin und Literaturnobelpreisträgerin Elfriede Jelinek, die beiden Künstlerinnen verbindet seitdem eine künstlerisch „fruchtbare Zusammenarbeit“. Ihrer ersten Auftragskomposition gab die damals siebzehnjährige Komponistin den Namen Die gelbe Kuh tanzt Ragtime. Das Werk wurde für die Eröffnung des Festivals „steirischer herbst“ 1985 komponiert.
Olga Neuwirth studierte zunächst ab 1986 in San Francisco Komposition bei Elinor Armer am Conservatory of Music sowie Malerei und Film am Art College. In Wien setzte Olga Neuwirth ihre Studien an der Hochschule für Musik und darstellende Kunst sowie am Elektroakustischen Institut fort. Von 1993 bis 1994 studierte Neuwirth bei Tristan Murail in Paris. Wesentliche Anregungen erhielt sie durch die Begegnungen mit Adriana Hölszky (Nicht beirren lassen! Weitermachen!) und Luigi Nono. Das Studium schloss sie mit einer Magisterarbeit „Über den Einsatz von Filmmusik in ,L'amour à mort‘ von Alain Resnais“ ab.
1991 wurde Olga Neuwirth mit Mini-Opern nach Texten von Elfriede Jelinek international bekannt.
Olga Neuwirths originäre Kompositionsweise ist geprägt von Heranziehung vielfältiger Kompositionstechniken und hybrider Klangmaterialien bei stetiger Hinterfragung von Normativen in künstlerischen und sozial-politischen Fragen. Neuwirth spricht von einer „Art-in-Between“. Stefan Drees bemerkt dazu: „Das Katastrophische, das Umkippen in ungewohnte Regionen mit all seinen Konsequenzen ist daher eine Grundgestimmtheit ihres Schaffens, die sich wie ein roter Faden durch ihre Werke windet.“ Meist der sogenannten „zeitgenössischen klassischen Musik“ zugeordnet, streben ihre Werke seit den späten 1980er-Jahren eine Überwindung der vom Musikbetrieb gesetzten Genre-Beschränkungen an. Aus einer Vielzahl von „[...] Inspirationsquellen […] aus Kunst, Architektur, Literatur und Musik, Geistesgeschichte, Psychologie, Naturwissenschaft und Alltagswirklichkeit [...]“ kreiert Neuwirth eine mehrdimensionale wie eigenständige Kunstform. Beispielsweise verdichten sich in Le Encantadas o le avventure nel mare delle meraviglie (2014) Neuwirths Beschäftigung mit Herman Melvilles Novelle Le Encantadas (1894) sowie Impulse aus der Klangwelt von Luigi Nono – hier insbesondere aus seinem einflussreichen Werk Prometeo (1984) – zu einem „[...] fiktionale[n] Abenteuerroman durch vielfältige Raumklangwirkungen hindurch“. Der Ausgangspunkt der Komposition ist dabei die akustische Vermessung (Neuwirth: „akustische Denkmalpflege“) der Chiesa San Lorenzo in Venedig.
Olga Neuwirth schuf mehrere abendfüllende Musiktheaterwerke: Die Video-Oper Lost Highway (2003) nach David Lynch, Bählamms Fest (1993/1997) nach Leonora Carrington, The Outcast nach Herman Melville, American Lulu nach Alban Berg. Neuwirths Oper Orlando, basierend auf dem Roman von Virginia Woolf, ist die erste von einer Frau komponierte abendfüllende Oper, die von der Wiener Staatsoper in Auftrag gegeben wurde. Die Uraufführung fand am 8. Dezember 2019 statt. Anschließend wurde diese bei der internationalen Kritikerumfrage des Fachzeitschrift Opernwelt zur Uraufführung des Jahres gewählt.
Interessiert an einem breiten Spektrum von Anregungen und Ausdrucksmöglichkeiten, überschritt Neuwirth bereits in den 1990er Jahren die Genregrenzen zwischen Schauspiel, Oper, Hörspiel, Performance und Video. Dies spiegelt sich in Titeln ihrer Werke, bspw. in The Outcast – a musicstallation-theater wider. Neuwirth setzte es sich häufig zum Ziel, etablierte Präsentationsformen von Konzerten aufzubrechen, um so zu einer „fluid[en] Form“ zu gelangen. So wurden für die Umbaupausen bei ihren beiden „Porträt-Konzerten“ im Rahmen der Salzburger Festspiele 1998 z. B. aufziehbare Kinderspielzeug-Instrumente auf einer verstärkten Metallplatte mittels mehrerer, ein immersives Hörerlebnis erzeugender Lautsprecher in den Zuhörerraum übertragen und live auf eine Leinwand projiziert. Zusätzlich dazu wurden Elfriede Jelineks „Aufforderungs-Texte“ zu Verhaltensweisen des Publikums eingeblendet. Eine Erweiterung der künstlerischen Wirkkraft aus dem Konzertsaal in den öffentlichen Raum hinein in Neuwirths Werken ist explizit zu finden u. a. in Talking Houses (1996), einer Beschallung aller Geschäfte des Hauptplatzes der Stadt Deutschlandsberg (zusammen mit Hans Hoffer), oder der Klanginstallation … le temps désechanté … ou dialogue aux enfers (2005) am Place Igor Stravinsky in Paris. Im Rahmen dieser 2005 vom IRCAM Paris beauftragten Arbeit interagierten elektroakustische Klänge mittels einer Motion-Capture-Kamera mit den sich auf dem Platz bewegenden Menschenströmen. Die wachsende Anzahl der Passanten setzte dabei eine musikalische Transformation in Gang. Die Pariser Polizei erzwang eine Beendigung der Klanginstallation.
Neuwirths Beschäftigung mit Schnittmengen von Musik und bildender Kunst gipfelte 2007 in der Teilnahme an der documenta 12 mit einer Klang/Film-Installation. Zusätzlich erweiterte sie das Feld ihrer Tätigkeiten immer wieder mit dem Verfassen von Texten, Filmdrehbüchern sowie dem Realisieren von Kurzfilmen, Performances und Fotoserien.
Neuwirth zeichnet ebenfalls für diverse Filmmusiken verantwortlich, so die Musik zu den Stummfilmen Symphonie diagonale aus dem Jahr 1924, Maudite soit la Guerre (1914), Stadt ohne Juden (1924) sowie die Tonspuren zu Filmen von Kurt Mayer und Josef Dabernig. Die Komponistin schrieb außerdem Musik zum Spielfilm Das Vaterspiel von Michael Glawogger, der im Jahr 2009 im Rahmen der Berlinale aufgeführt wurde, sowie für Ich seh Ich seh von Veronika Franz und Severin Fiala, der 2014 bei den Internationalen Filmfestspielen von Venedig Premiere feierte. Sie arbeitete ebenfalls mit der französischen Installations-, Video- und Konzeptkünstlerin Dominique Gonzales-Foerster an der Raumkomposition ...ce qui arrive... zusammen.
Neuwirth hat stets den Alltag der innerhalb der Gegenwartskunst eher marginalisierten Berufsgruppe der Komponisten und besonders der Komponistinnen reflektiert und dies in vielen Texten klar vermittelt. Sie äußerte sich zudem immer wieder politisch (wie z. B. in ihrer Rede vor der Staatsoper Wien bei der Großdemonstration am 19. September 2000 mit dem Titel „Ich lasse mich nicht wegjodeln)“, um Wachsamkeit gegenüber gesellschaftlichen und politischen Veränderungen zu fordern.

## Kooperationen
Olga Neuwirth erhielt Aufträge von internationalen Institutionen wie der Carnegie Hall, dem Lucerne Festival, den Salzburger Festspielen, der Elbphilharmonie Hamburg, der Wiener Staatsoper und vielen anderen. Als composer-in-residence war sie 1999 bei den Salzburger Festspielen tätig, 2000 beim Koninklijk Filharmonisch Orkest van Vlaanderen in Antwerpen, 2002 sowie 2016 beim Lucerne Festival, dem Festival d’Automne 2011, 2019 in der Elbphilharmonie Hamburg und dem Wiener Konzerthaus. Ihre Werke wurden u. a. von den Dirigenten Pierre Boulez, Peter Eötvös, Daniel Harding, Matthias Pintscher, Valerij Gergjev, Susanna Mälkki, François-Xavier Roth und Alan Gilbert zur Aufführung gebracht. Führende Orchester und Ensembles nahmen Olga Neuwirths Kompositionen in ihre Programme auf, darunter Wiener Philharmoniker, Berliner Philharmoniker, New York Philharmonic Orchestra, Scottish Symphony Orchestra, Deutsches Symphonie-Orchester Berlin, BBC Symphony Orchestra, London Symphony Orchestra, Orchestre Philharmonique de Radio France, NDR Sinfonieorchester, Symphonieorchester des Bayerischen Rundfunks, ORF Radio Sinfonieorchester, Ensemble Intercontemporain, Ensemble Modern, ICE Ensemble, Talea Ensemble, Klangforum Wien, London Sinfonietta, Ensemble musikFabrik, Phace Ensemble sowie das Arditti Quartet. Zahlreiche Solisten wie Hakan Hardenberger, Antoine Tamestit, Thomas Larcher, Jochen Kowalski, Robyn Schulkowsky, Marino Formenti, Claire Chase und Andrew Watts wirkten bei Aufführungen von Olga Neuwirths Werken mit.
Neuwirth arbeitet häufig darüber hinaus mit Künstlern anderer Kunstgattungen zusammen, so mit dem Architekten Peter Zumthor (Bregenz 2017), den New Yorker Architekten von Asymptote Architecture (ZKM 2017) sowie dem Akustiker Markus Noisternig. Auch zeichnet die Komponistin neben dem Videokünstler Tal Rosner für die interaktive Installation Disenchanted Island im Centre Pompidou Paris (2016) verantwortlich.
Sie ist Mitglied der Bayerischen Akademie der schönen Künste, der Akademie der Künste (Berlin) sowie der Royal Swedish Academy of Music und hat seit 2021 eine Professur an der Universität für Musik und darstellende Kunst in Wien inne.

## Auszeichnungen
- 1997: Erste-Bank-Kompositionspreis
- 1999: Hindemith-Preis und Förderpreis vom Ernst von Siemens Musikpreis
- 2000: Ernst-Krenek-Preis für die Oper Bählamms Fest.
- 2008: Heidelberger Künstlerinnenpreis für … miramondo multiplo …
- 2009: South Bank Show Award für Lost Highway
- 2010: Großer Österreichischer Staatspreis für Musik als erste Frau und als jüngste Staatspreisträgerin[21][3]
- 2010: Louis Spohr Musikpreis Braunschweig[22]
- 2011: Nominierung für den Österreichischen Filmpreis für die Musik zum Film Das Vaterspiel
- 2014: Nominierung für den Österreichischen Filmpreis für ihre Musik zum Film Ich seh Ich seh
- 2017: Deutscher Musikautorenpreis (Kategorie „Komposition Orchester“)
- 2019: Preis der Christoph-und-Stephan-Kaske-Stiftung
- 2019: Österreichisches Ehrenzeichen für Wissenschaft und Kunst[23]
- 2020: Robert Schumann-Preis für Dichtung und Musik[24]
- 2021: Wolf Prize for Music[25] (zusammen mit Stevie Wonder)
- 2021: Opus Klassik: Komponist*in des Jahres[26]
- 2022: Grawemeyer Award für die Oper Orlando[27]
- 2022: Ernst von Siemens Musikpreis[28]

## Kompositionen (Auswahl)
Die Kompositionen von Olga Neuwirth sind überwiegend bei Boosey&Hawkes und Ricordi verlegt.

### Bühnenwerke
- Körperliche Veränderungen und Der Wald (1989/1990). Zwei ‚Handtelleropern‘ nach Elfriede Jelinek
- Bählamms Fest (1994/1997–98). Musiktheater in 13 Bildern nach Leonora Carrington; Libretto nach der Übersetzung von Heribert Becker von Elfriede Jelinek
- Lost Highway (2002–2003)
- American Lulu (2006–2011). Neuinterpretation von Alban Bergs Oper Lulu
- The Outcast – Homage to Herman Melville (2009–2011). Musicstallation-theater mit Video
- Kloing! and A songplay in 9 fits. Hommage à Klaus Nomi (2011). Ein musiktheatralischer Abend zusammengestellt und inszeniert von Olga Neuwirth
- Orlando (2019). Auftragswerk der Wiener Staatsoper

### Instrumentalkonzerte
- Sans soleil (1994). Zerrspiegel für zwei Ondes Martenot, Orchester und Live-Elektronik
- Photophorus (1997) für zwei E-Gitarren und Orchester
- locus...doublure...solus (2001) für Klavier und Orchester (Orchesterfassung)
- Zefiro aleggia...nell´infinito... (2004) für Fagott und Orchester
- … miramondo multiplo … (2006) für Trompete und Orchester
- Remnants of songs...an Amphigory (2009) für Viola und Orchester
- Trurliade – Zone Zero (2016) für Schlagzeug und Orchester

### Orchesterwerke
- Clinamen / Nodus (1999) für Orchester
- anaptyxis (2000) für Orchester
- Masaot/Clocks without Hands (2013) für Orchester
- Keyframes for a Hippogriff – Musical Calligrams in memoriam Hester Diamond (2019) für Orchester, Countertenor und Knabenchor

### Ensemblewerke
- Elfi und Andi (1997) für Sprecher, E-Gitarre, Kontrabass, Bassklarinette, Saxophon und 2 CD-Zuspielungen. Text: Elfriede Jelinek
- The Long Rain – a video opera with surround-screens (1999/2000) für 4 Solisten, 4 Ensemblegruppen und Live-Elektronik nach einer Erzählung von Ray Bradbury
- Construction in space (2000) für 4 Solisten, 4 Ensemblegruppen und Live-Elektronik
- un posto nell'acqua (2009)
- Eleanor (2014/2015) für Bluessängerin, drum-kit-player, Ensemble und Samples
- Aello - ballet mécanomorphe (2016/2017) für Solo-Flöte, 2 Trompeten, Streicher, Synthesizer und Schreibmaschine

### Kammermusik
- Akroate Hadal (1995) 1. Streichquartett* voluta / sospeso (1999) für Bassetthorn, Klarinette, Violine, Violoncello, Schlagzeug und Klavier
- Ondate II (1998) für zwei Bassklarinetten
- Hommage à Klaus Nomi (1998) Songs für Countertenor und kleines Ensemble
- ...ad auras... in memoriam H. (1999) für zwei Violinen und Holztrommel ad lib.
- settori (1999) 2. Streichquartett
- Zwei Räthsel von W.A.M. (1999) Text: W. A. Mozart, Leopold Mozart; für Koloratursopran, Alt, Viola, Violoncello, 6 Zimbeln, Tonband und Live-Elektronik
- Marsyas (2004) für Klavier solo
- ... ce qui arrive ... (mit interaktivem Live-Video von Dominique Gonzales-Foerster) (2003/2004) für 2 Ensemblegruppen, Samples und Live-Elektronik nach Texten von Paul Auster
- In Nacht und Eis (2006) für Fagott, Violoncello mit Ringmodulator
- Kloing! (2007) für Klavier (computer-aided CEUS-piano) und ein interaktives Live-Video
- Hommage à Klaus Nomi Fassung für Kammerorchester (2009)
- in the realms of the unreal (2009) 3. Streichquartett
- Trurl-Tichy-Tinkle (2016) für Klavier Solo
- Quasare / Pulsare II (2017) für Violine, Violoncello und Klavier
- CoronAtion Cycle (2020) CoronAtion IV/Version I – Eine 9-stündige Live-Sound-Installation für Robyn Schulkowsky und Joey Baron